# Ліана де Пужі
Ліана де Пужі (фр. Liane de Pougy власне Анна-Марі де Шассень, 2 липня 1869, Ла-Флеш — 26 грудня 1950, Лозанна) — французька танцюристка, письменниця і куртизанка, одна з паризьких зірок Прекрасної епохи. Авторка щоденника.

## Життєпис

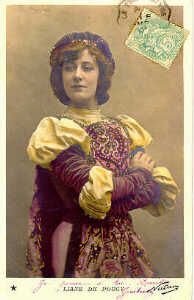
Ліана де Пужі. Поштова листівка фотографа Надара

Дочка військового. Отримала релігійне виховання в монастирі в Морбіані.
У 16 років одружилася з морським офіцером, народила сина (згодом син став льотчиком і загинув на фронті в 1914 році). Після двох років шлюбу втекла в Париж від чоловіка, який її бив, домоглася розлучення.
Зустрілася з популярним драматургом і лібретистом Анрі Мельяком, який закохався в неї й допоміг їй влаштуватися в Фолі-Бержер, тут вона і взяла собі сценічний псевдонім.
Брала уроки у Сари Бернар. Змагалася з Кароліною Отеро (їх, разом з Емільєною д'Алансон, називали «три грації прекрасної епохи»). З успіхом гастролювала в Великій Британії. Дружила c Жаном Лорреном, Рейнальдо Аном, Максом Жакобом. Її писали відомі художники, фотографував Надар, до її шанувальників належав Д'Аннунціо. Марсель Пруст написав з Ліани Одетту де Кресі, героїню роману «На Сваннову сторону» (фр. Du côté de chez Swann).
Була бісексуалкою, серед її стосунків відомий роман з художницею, письменницею й акторкою Матільдою де Морні, маркізою де Бельбеф (Міссі) і недовгий зв'язок з Наталі Барні, описаний Пужі в романі «Сапфічна ідилія» (1901).
У 1910 році одружилася з румунським князем Георгієм Гикою, після 16 років щасливого шлюбу князь кинув дружину заради молодшої красуні (але вони не розлучалися).
У 1928 році Ліана де Пужі подружилася з настоятелькою монастиря Святої Агнеси під Греноблем, багато пожертвувала монастирю і заповідала поховати себе тут.
З початком Другої світової війни переїхала в Лозанну.
У 1945 році, після смерті чоловіка, вступила послужницею в домініканський орден. Доглядала за розумово неповноцінними дітьми в сирітському притулку.
Померла, як і мріяла, в ніч Різдва.

## Праці
- L'Insaisissable, роман (1898, присвячений Жану Лоррену)
- Myrrhille (1899)
- L'Elizement, комедія (1900)
- Idylle saphique, роман (1901, перевид. 1979).
- Ecce homo. D'ici, de la (1903)
- Les sensations de Mademoiselle de La Bringue (1904)
- Yvée Lester (1908)
- Yvée Jourdan (1908)
- Mes Cahiers Bleus, щоденники (1977, англ. пер. 1979)

## Галерея

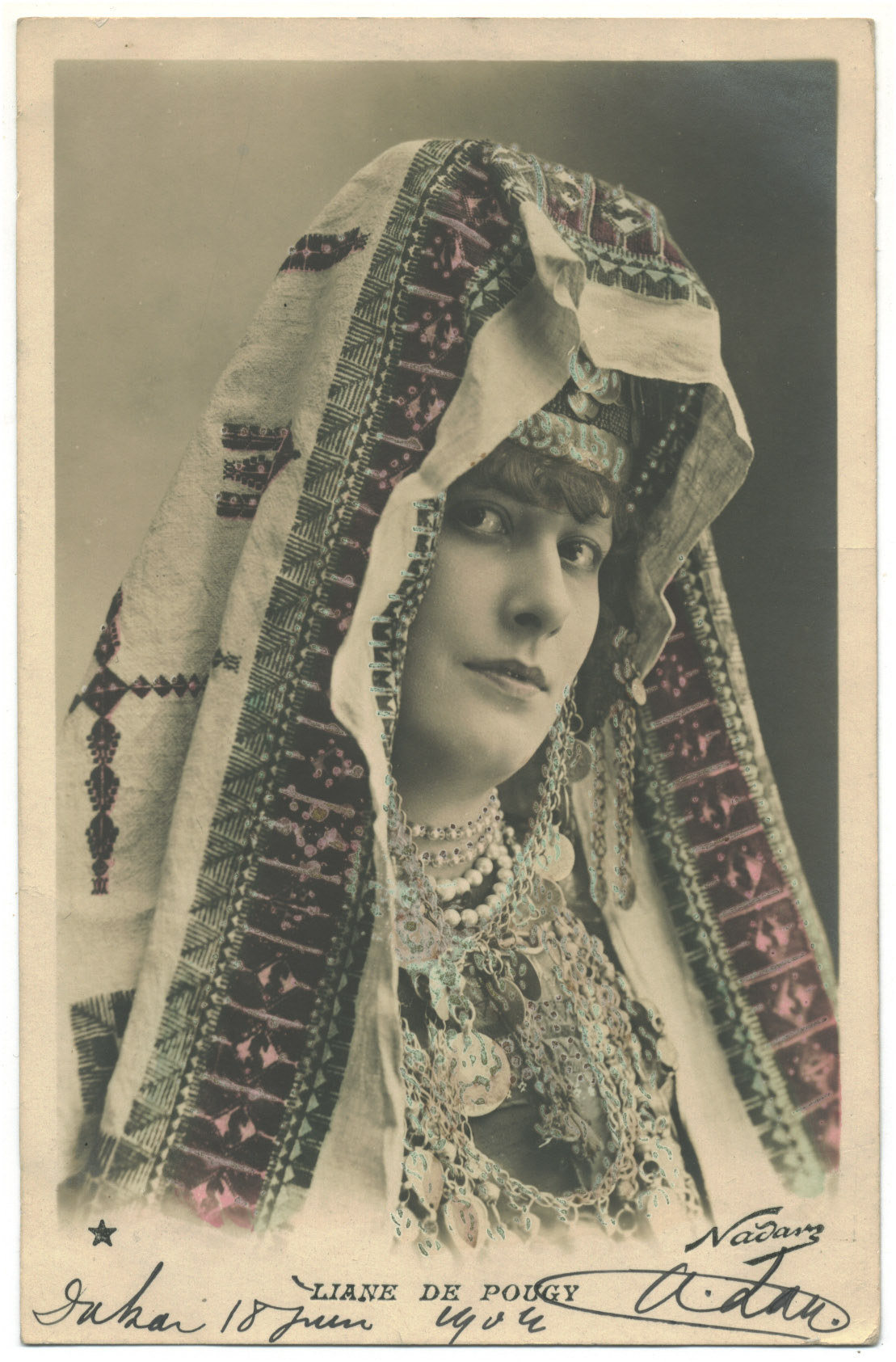
Фото Надара
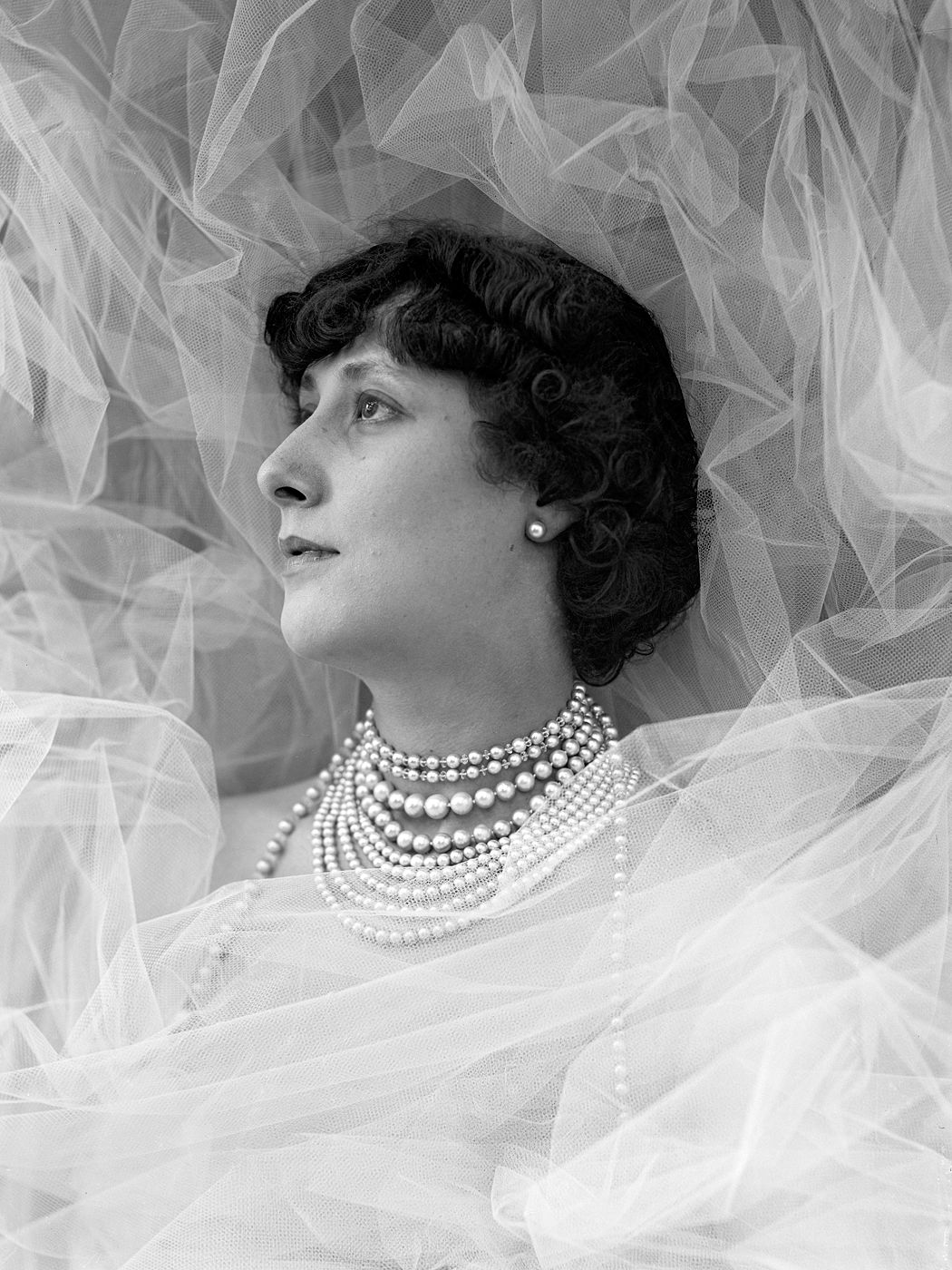
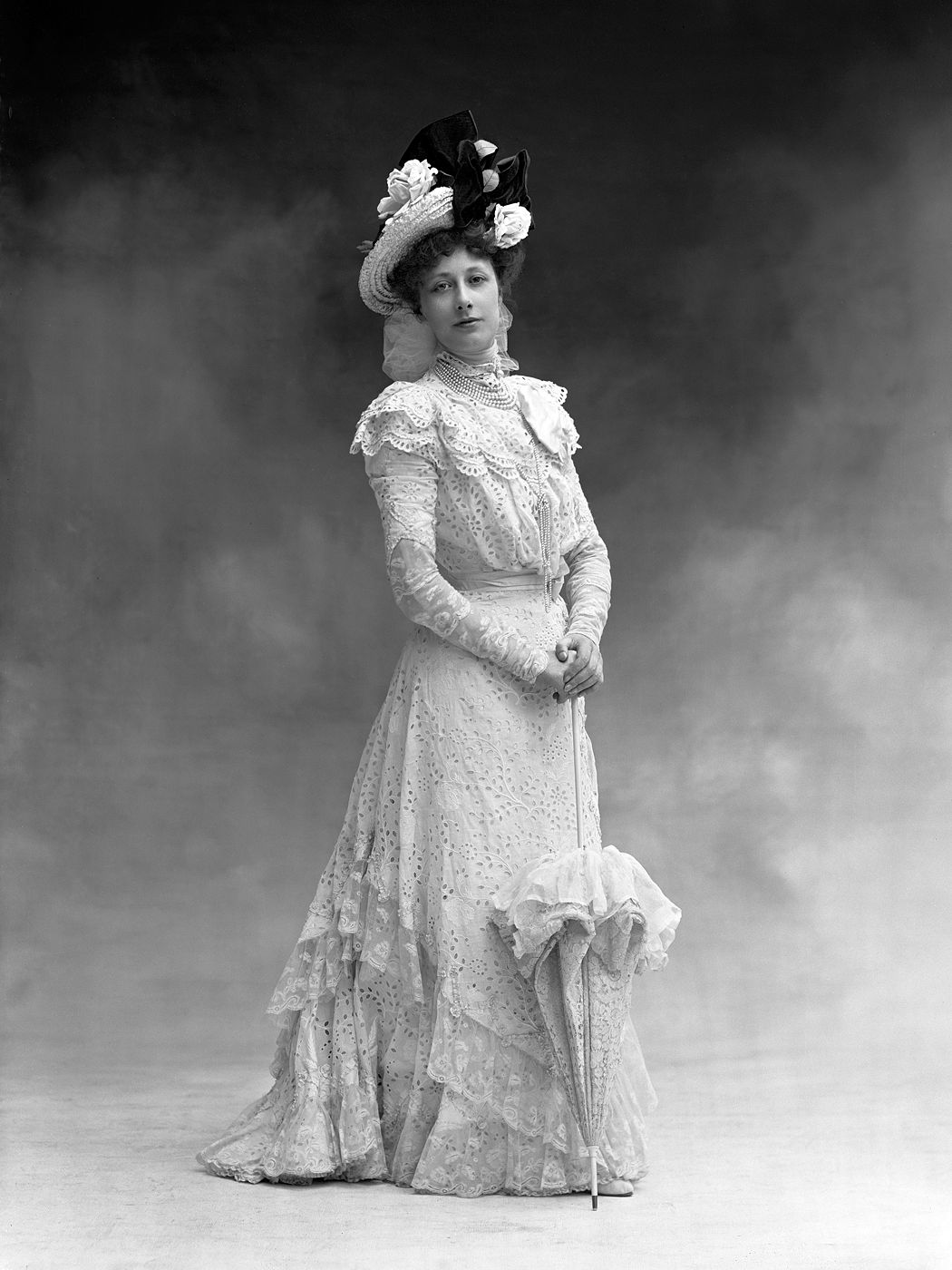
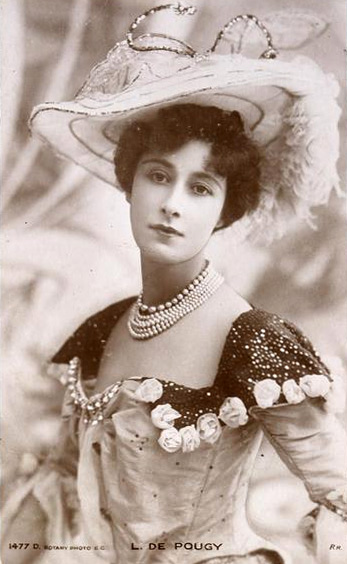
1886
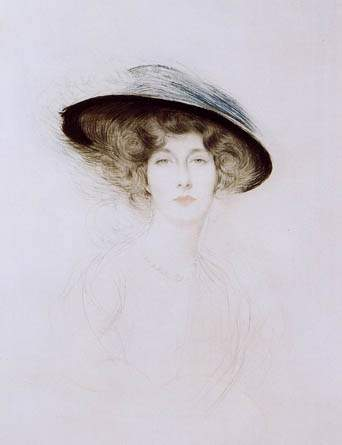
Поль Елльо. Портрет Ліани де Пужі, 1908
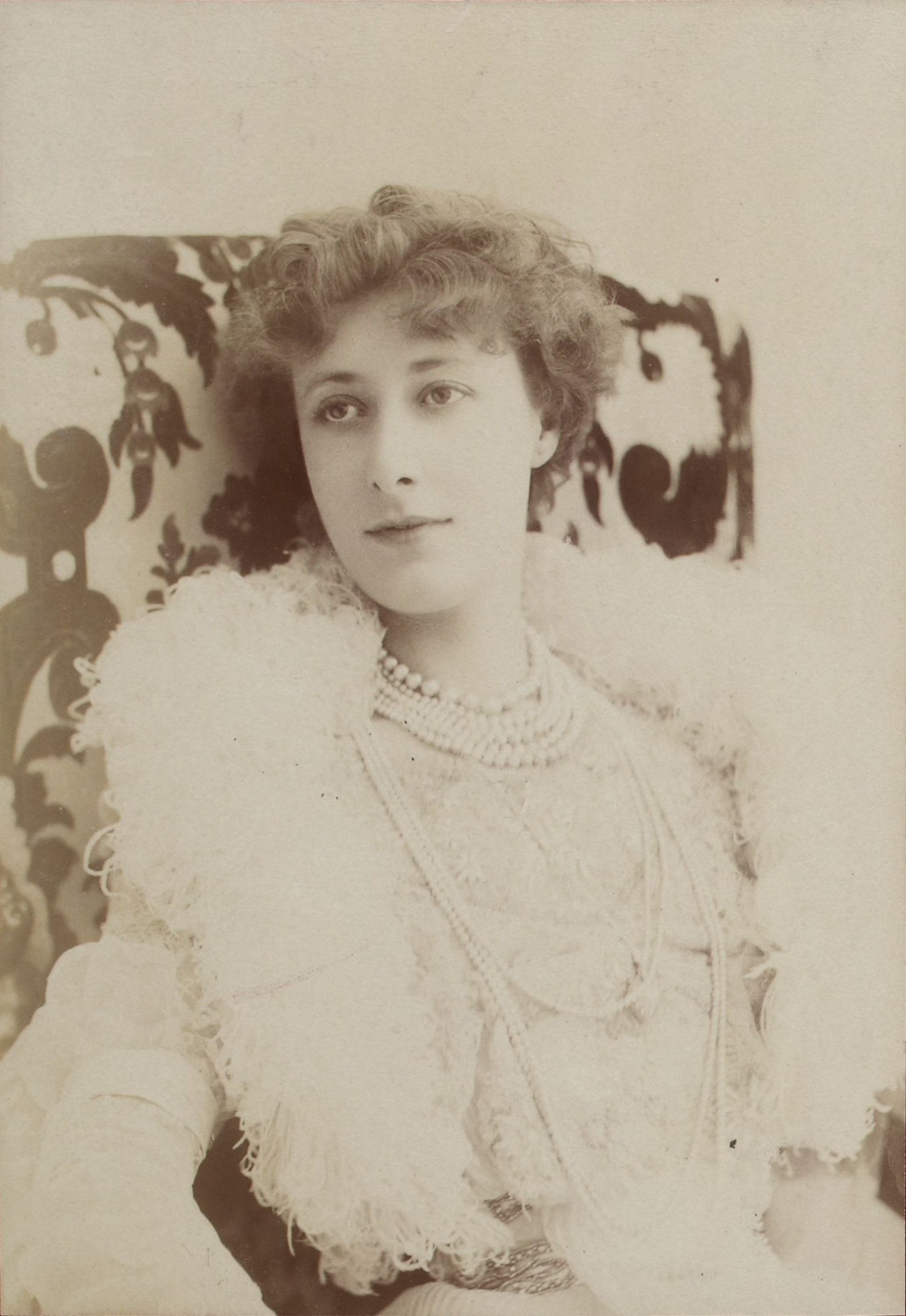
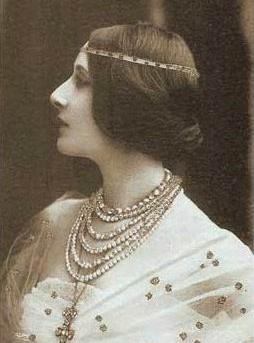
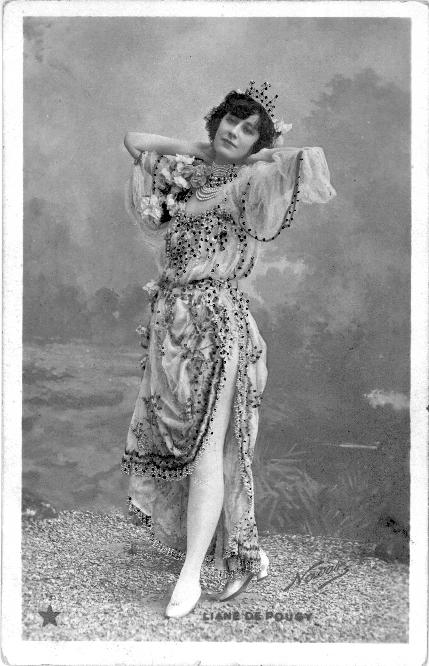
1902
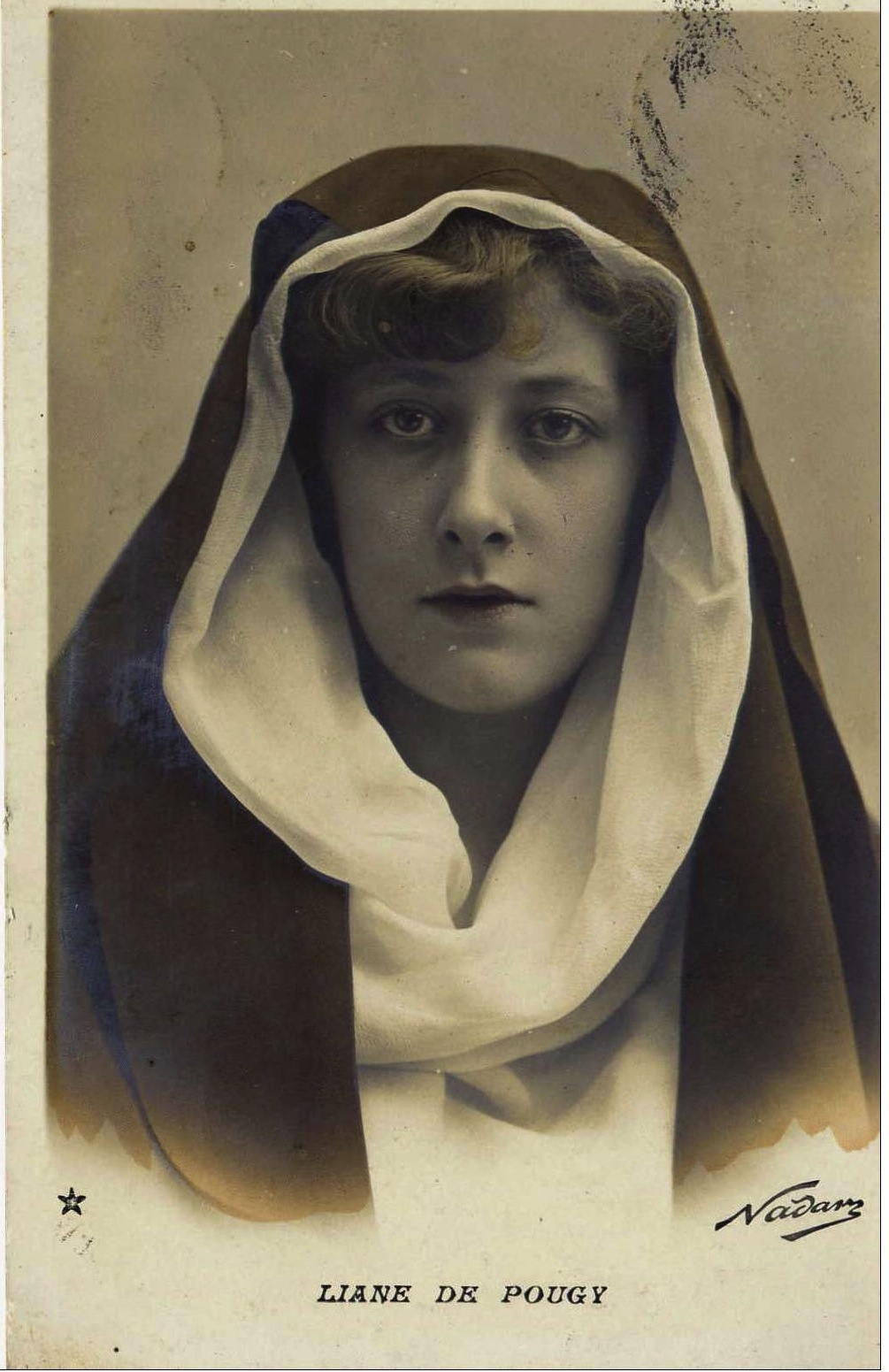
Ліана де Пужі в образі черниці, Надар
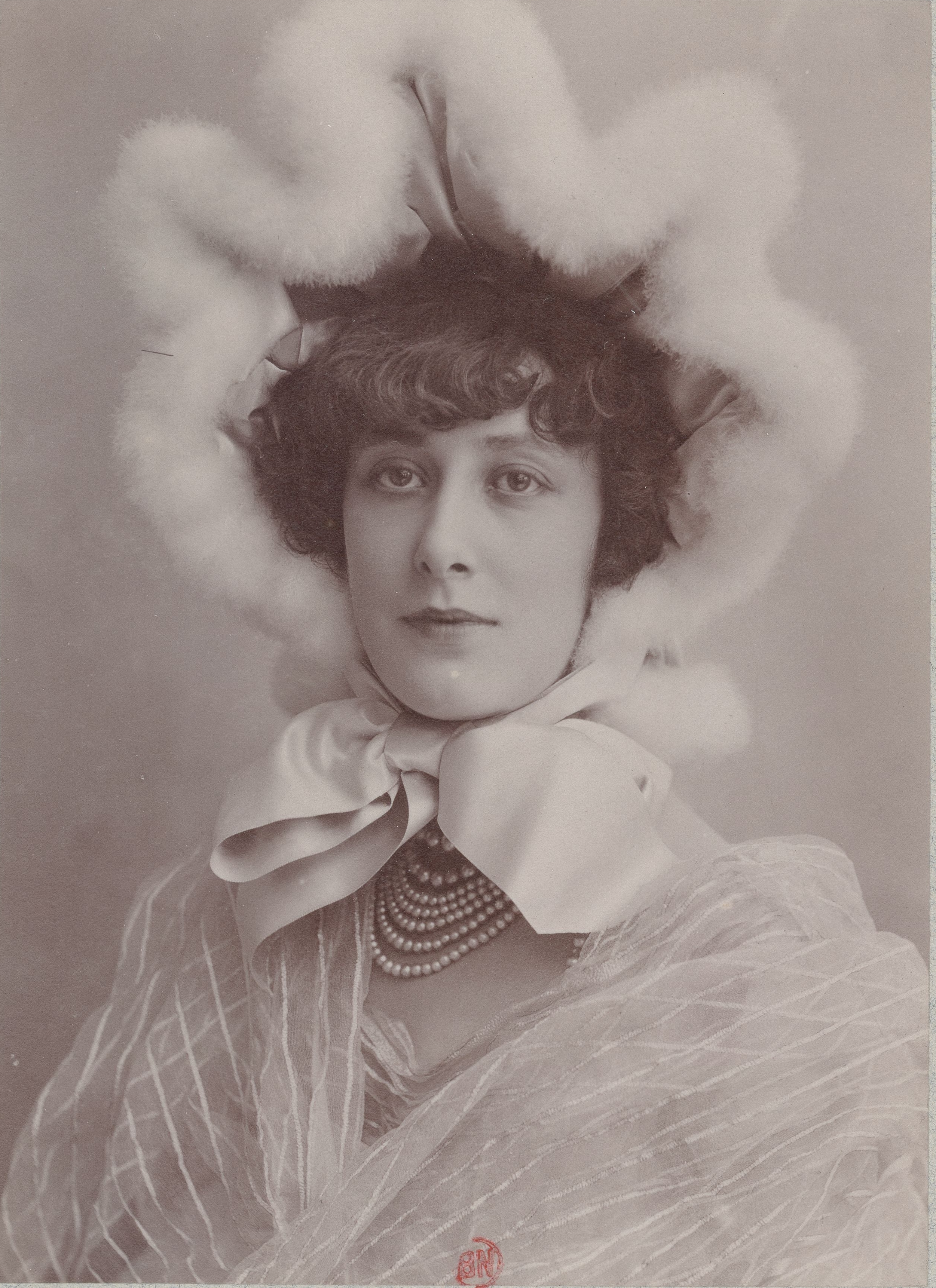
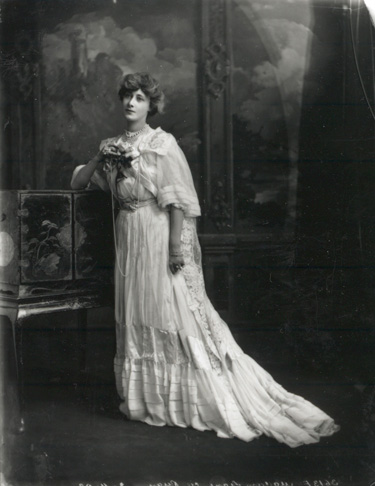
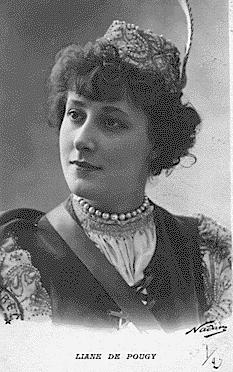
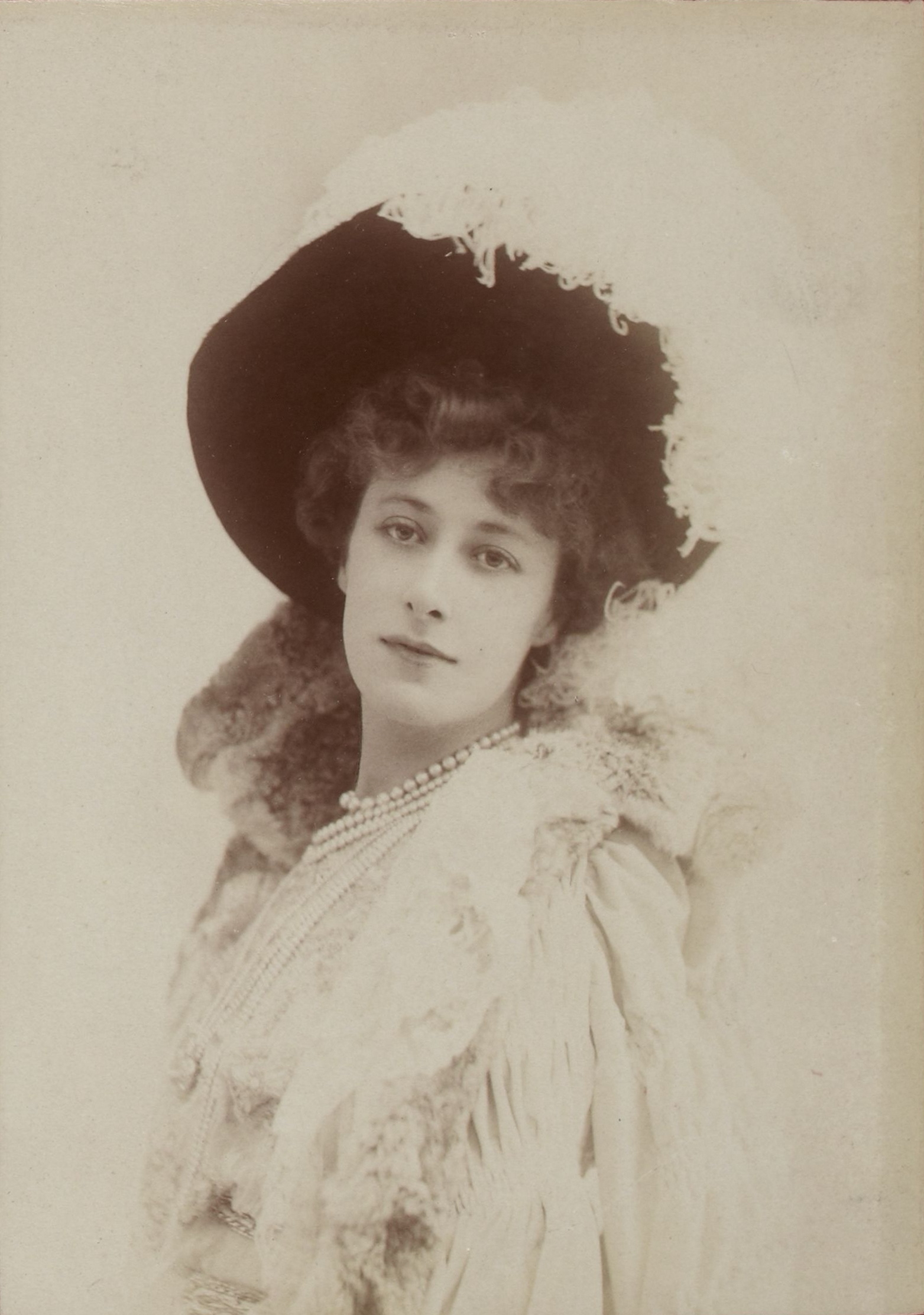
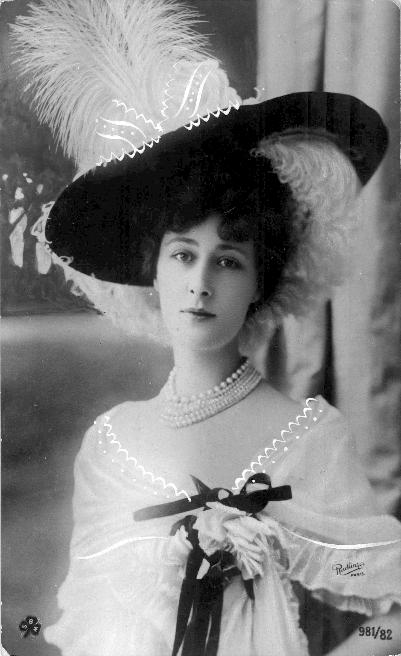
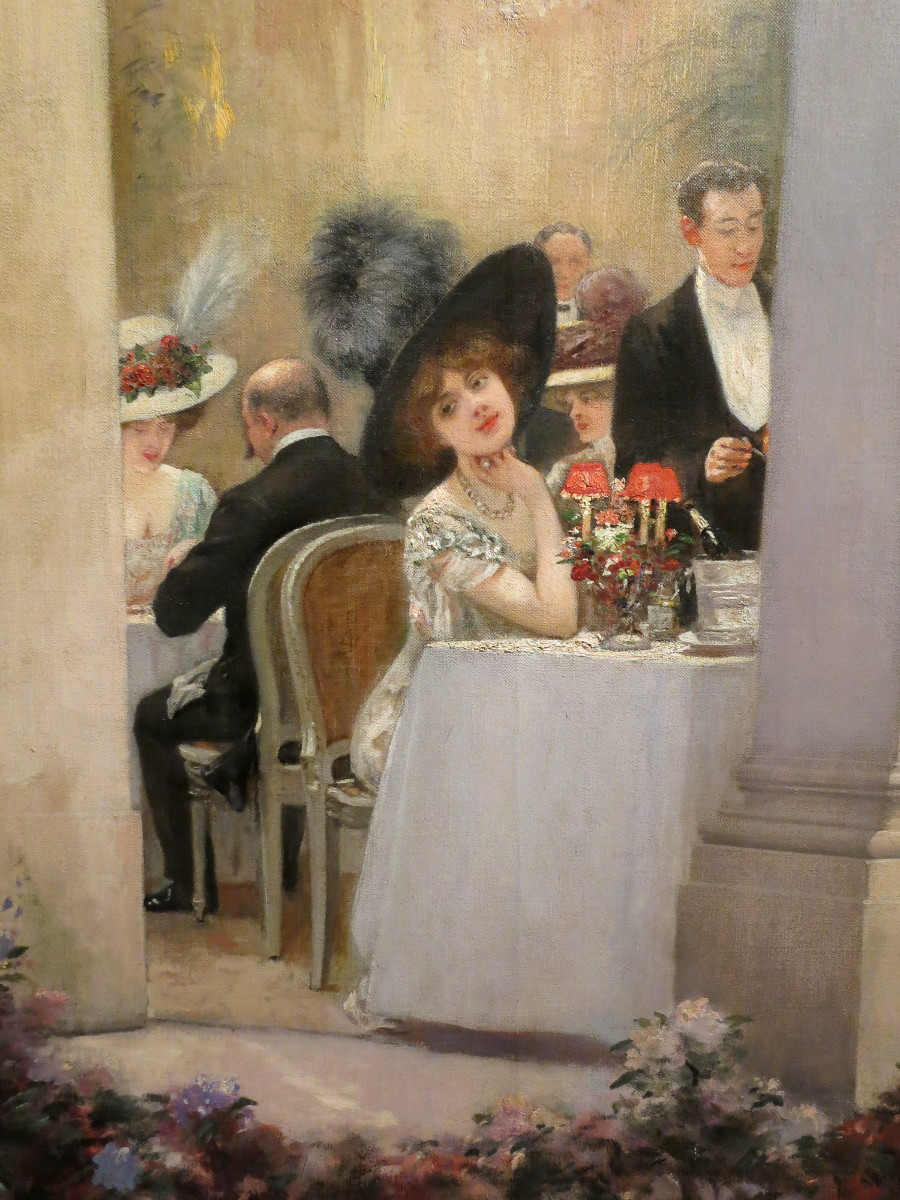
Ліана де Пужі, деталь із «Вечора в Пре-Кателані» Анрі Гервекса (1909)
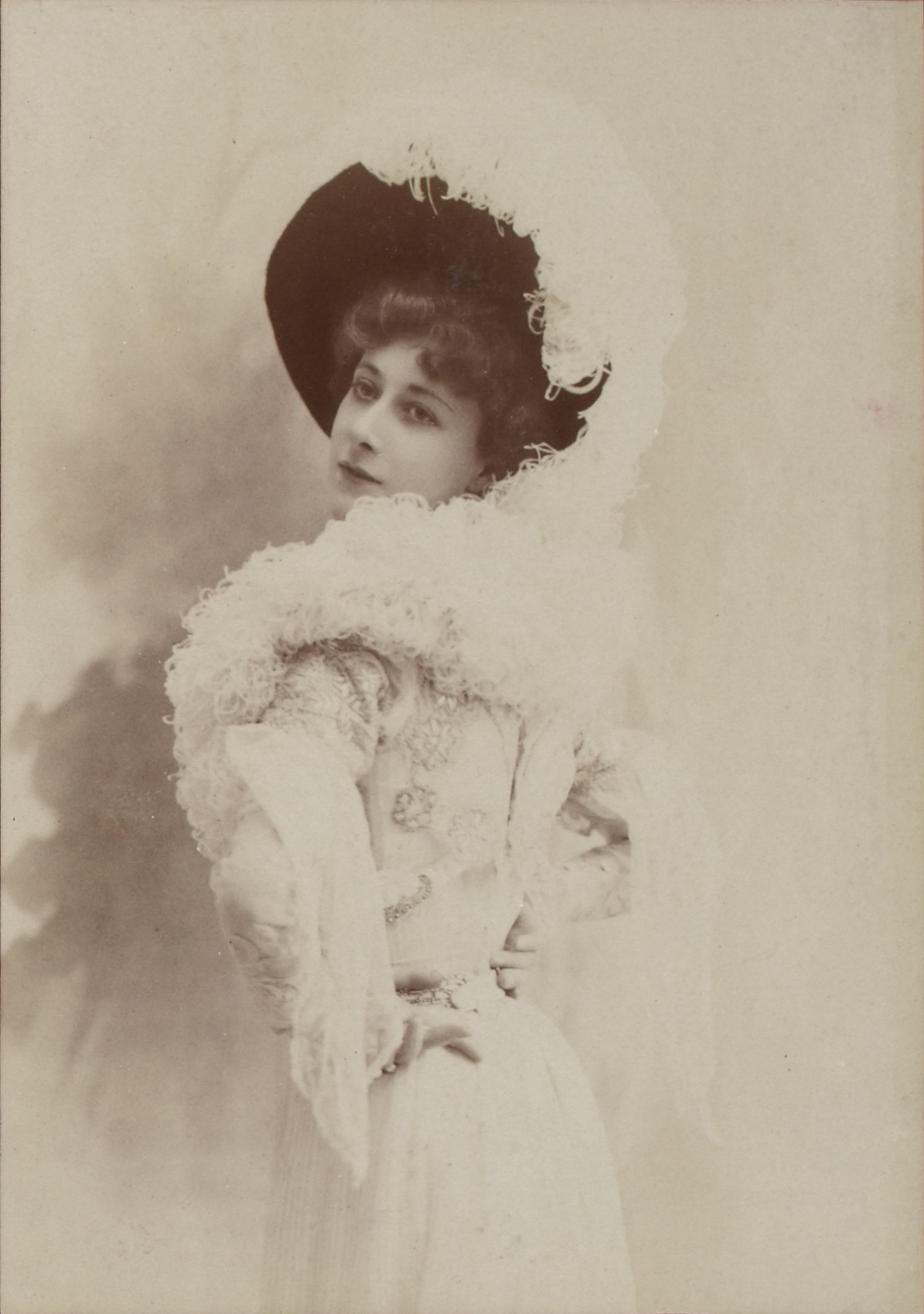
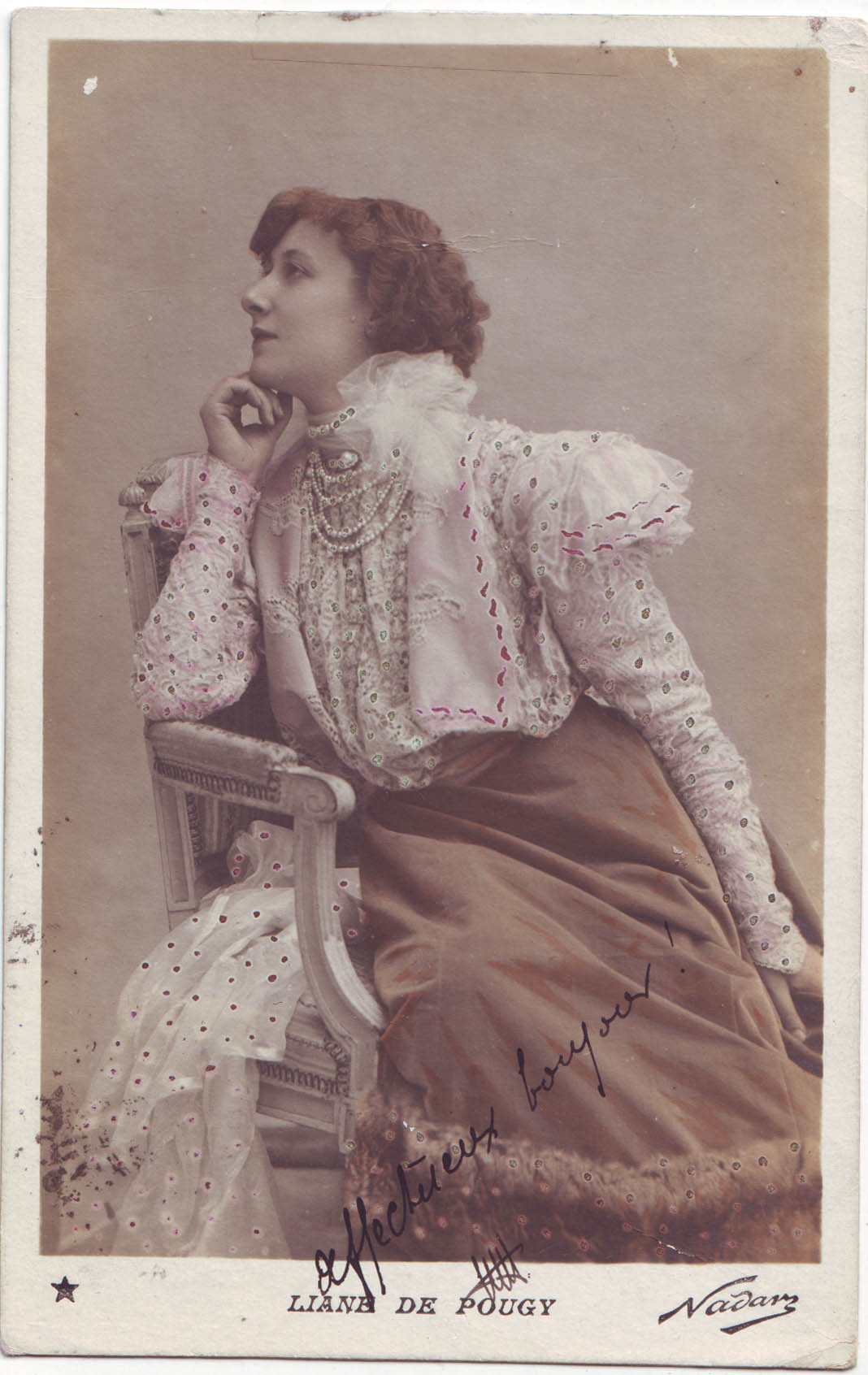
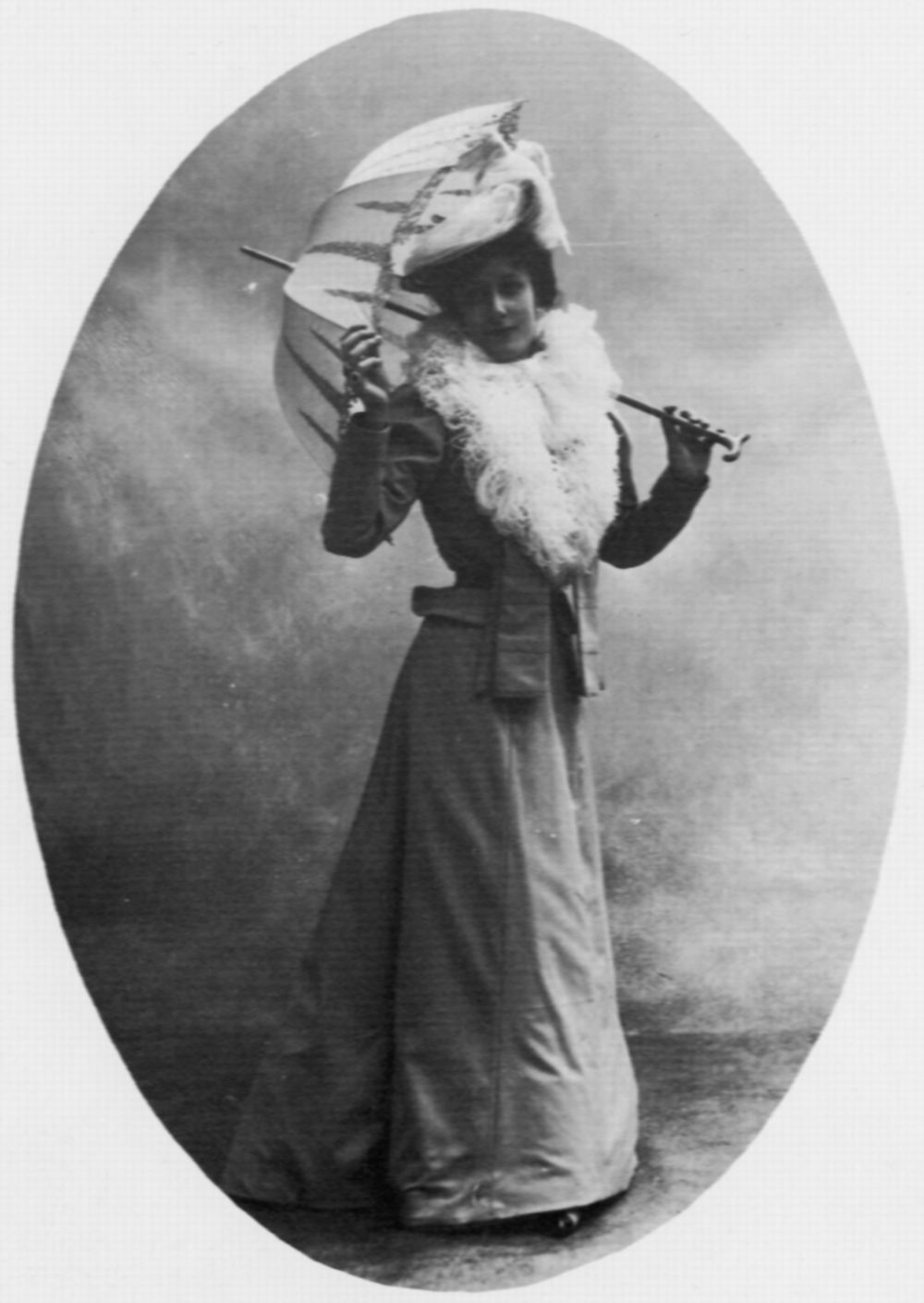